# Ałła Kudłaj
Ałła Petriwna Kudłaj (ukr. Алла Петрівна Кудлай; ur. 23 lipca 1954 w Łosyniwce w obwodzie czernihowskim) – radziecka i ukraińska piosenkarka estradowa.
Zasłużona Artystka Ukraińskiej SRR (1987), Ludowa Artystka Ukrainy (1997).
Ukończyła Nieżyński Instytut Pedagogiczny im. N. Gogola. W ramach wygranego konkursu została przyjęta do Państwowego Akademickiego Ukraińskiego Chóru Ludowego im. H. Weriowki. Od 1984 była solistką estradowej orkiestry symfonicznej Państwowego Radia i Telewizji Ukraińskiej SRR